# Mira quién habla
Mira quién habla est une émission de télévision chilienne diffusée sur la chaîne de télévision Mega et présentée par Giancarlo Petaccia.

## Panélistes

### Panélistes actuels
- Giancarlo Petaccia (présentation) (2006-2011)
- Viviana Nunes (2006-2011) (présentation 2011)
- Andrés Mendoza (2007-2011)
- Constanza Roberts (2009-2011)
- Pablo Zúñiga (2010-2011)

### Panélistes précédents
- Willy Geisse (2010)
- Rita Cox (2010)
- Patricia Maldonado (2010) (Festival de Viña del Mar 2008 et 2009)
- Pamela Díaz (2010)
- Magdalena de la Paz (2008-2010)
- Andrés Baile (2006-2010)
- Constanza Varela (2010)
- Romina Martin (2009-2010)
- Nelson Pacheco (2009-2010)
- Jessica Abudinen (2009)
- Macarena Tondreau (2008-2009)
- Monserrat Torrent (Festival de Viña del Mar 2008)
- Rodrigo Norambuena (2008)
- Adriana Aguayo (2008)
- Adriana Barrientos (2006-2007)
- Fernanda Hansen (2006-2007)
- Lilian Alarcón (2006-2007)
- Carlos Tejos (2006)
- Mey Santamaría (2006)